# Sophie B. Hawkins
Sophie Ballantine Hawkins (Nueva York, 1 de noviembre de 1964) es una cantante y cantautora estadounidense.

## Biografía
Sophie Ballantine Hawkins presentó su primer álbum Tongues and Tails en abril de 1992. El álbum recibió críticas positivas, además de una nominación al mejor artista revelación (Best New Artist) en los Grammy. Tongues and Tail fue su álbum más exitoso en el ámbito comercial. El sencillo "Damn I Wish I Was Your Lover" logró un quinto puesto en las listas de EE. UU.
El segundo álbum, Whaler, salió en julio de 1994.Y de nuevo logró entrar en la lista de los 10 mejores con el sencillo "As I Lay Me Down", lanzada la primera de 1995. Esta single se mantuvo en la lista Billboard Charts durante 44 semanas. En agosto de 1999, antes de la publicación de sus tres álbumes (Timbre) hubo un conflicto con la productora de discos acerca del uso de un banyo en su single "Lose Your Way". La cantante lanzó una versión extendida de este álbum en la primavera de 2001 con su propia discográfica, Trumpet Swan Productions, con la que también lanzó su álbum Wilderness en abril de 2004.
El siguiente álbum, en agosto de 2006, fue su doble álbum Sophie B. Hawkins Live - Bad Kitty Board Mix, el cual contiene imágenes de su gira por EE. UU. y Australia (Seattle y Sídney). En el año 2005 se publicó el sencillo "One True Heart", un dueto con el cantante John Sutherland, para la película Nussknacker und Mausekönig. El sencillo no estaba en venta, pero se podía encontrar en la banda sonora de película. Además, el DVD contiene un vídeo musical con Hawkins y Sutherland en el material extra. 
Su música está influenciada por el rock, el jazz y la música africana. La letra de sus canciones trata sobre matices del estado de ánimo del hombre, por los visto también hace referencias a su propia vida y a múltiples alusiones a su bisexualidad en la letra de la single "Timbre". Una parte de estas referencias se analizan en el documental The Cream Will Rise dirigido por Gigi Gaston.
En noviembre de 2008 tuvo un niño y en julio de 2015 tuvo una niña.
Sophie B. Hawkins también se compromete socialmente, especialmente a favor de los derechos de la mujer y la protección animal.

## Vida personal
Hawkins afirma haber inventado el concepto de omnisexualidad en 1992.

## Discografía
| Año  | Título              | Lugares en lista | Lugares en lista | Lugares en lista | Lugares en lista | Fecha de publicación           |
| Año  | Título              | Alemania         | Austria          | Reino Unido      | EE. UU.          | Fecha de publicación           |
| ---- | ------------------- | ---------------- | ---------------- | ---------------- | ---------------- | ------------------------------ |
| 1992 | "Tongues and Tails" | 34 (17 semanas)  | 15 (9 semanas)   | 46 (2 semanas)   | 51 (24 semanas)  | Publicado: 21 de abril de 1992 |
| 1994 | "Whaler"            | 50 (30 semanas)  | 43 (4 semanas)   | 46 (4 semanas)   | 65 (32 semanas)  | Publicado: 22 de julio de 1994 |
| 1999 | "Timbre"            | 87 (4 semanas)   | —                | —                | —                | Publicado: 2 de agosto de 1999 |

##### Álbumes adicionales
01/2003: The Best of Sophie B Hakins- "If I  Was Your Girl"
06/2003: The Best of
04/2004: Wilderness
08/2006: Live: Bad Kitty Board Mix
06/2012: The Crossing

### Singles
| Año  | Título Álbum                                     | Lugares en lista | Lugares en lista | Lugares en lista | Lugares en lista | Fecha de publicación                 |
| Año  | Título Álbum                                     | Alemania         | Austria          | Reino Unido      | EE. UU.          | Fecha de publicación                 |
| ---- | ------------------------------------------------ | ---------------- | ---------------- | ---------------- | ---------------- | ------------------------------------ |
| 1992 | "Damn I Wish I Was Your Lover" Tongues and Tails | 15 (21 semanas)  | 11 (11 semanas)  | 14 (9 semanas)   | 5 (21 semanas)   | Publicación: 31 de marzo de 1992     |
| 1992 | "California Here I Come" Tongues and Tails       | 77 (6 semanas)   | —                | 53 (3 semanas)   | —                | Publicación: 9 de julio de 1992      |
| 1992 | "I Want You" Tongues and Tails                   | —                | —                | 49 (2 semanas)   | —                | Publicación: 22 de octubre de 1992   |
| 1994 | "Right Beside You" Whaler                        | 17 (28 semanas)  | 8 (13 semanas)   | 13 (12 semanas)  | 56 (13 semanas)  | Publicación: 1 de julio de 1994      |
| 1994 | "Don't Don't Tell Me No" Whaler                  | 69 (10 semanas)  | —                | 36 (5 semanas)   | —                | Publicación: 14 de noviembre de 1994 |
| 1995 | "As I Lay Me Down" Whaler                        | 55 (12 semanas)  | —                | 24 (6 semanas.)  | 6 (44 semanas)   | Publicación: 1 de febrero de 1995    |
| 1996 | "Only Love"(The Ballad Sleeping Beauty) Whaler   | —                | —                | —                | 49 (11 semanas)  | Publicación: 13 de febrero de 1996   |

## Premios
- 1995: en la categoría Kraftrille des Jahres[15]